# Lucky Charms

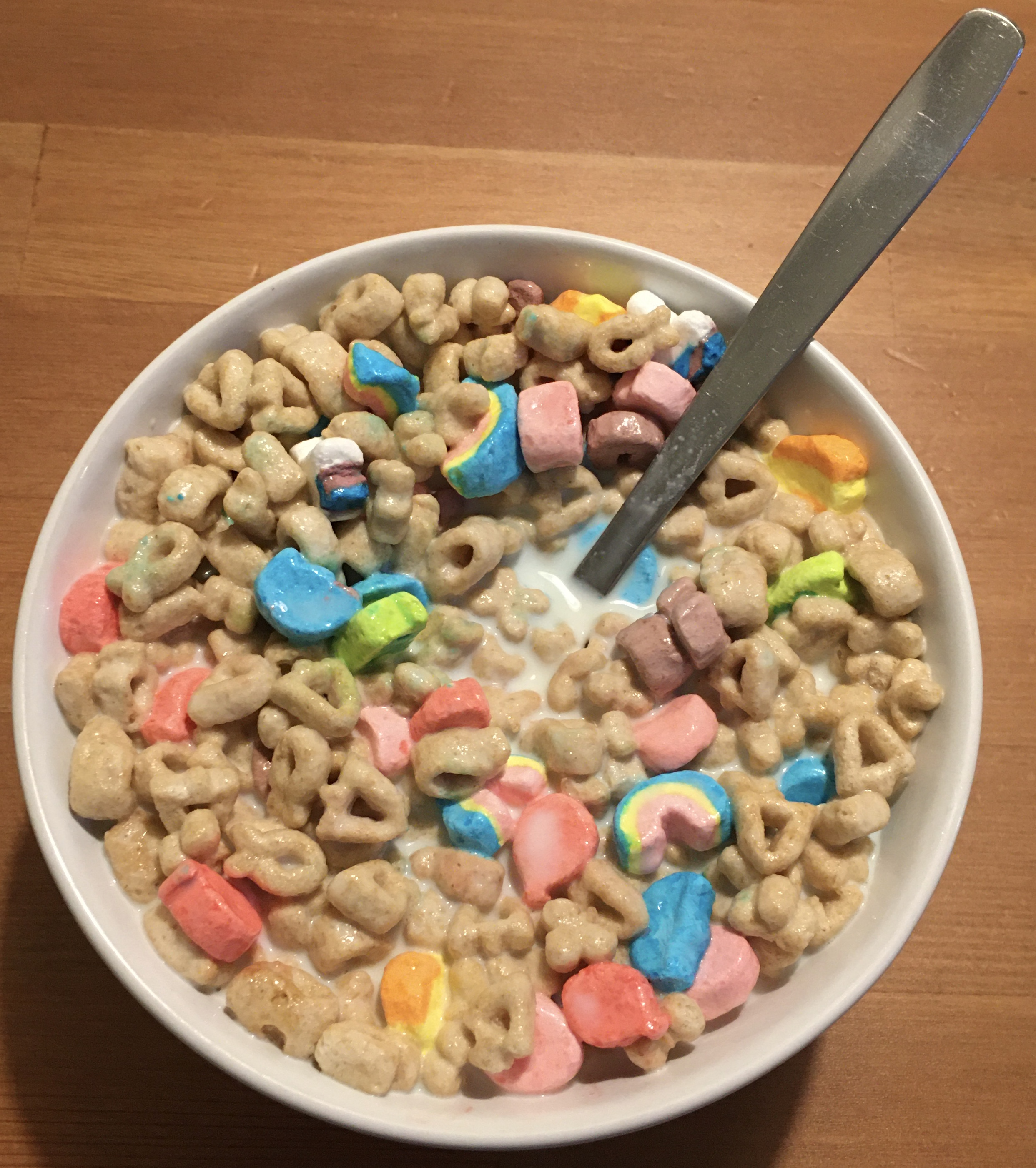
En skål med Lucky Charms-flingor.

Lucky Charms är ett varumärke för en mix av flingor bestående av havreflingor och marshmallows, samtliga är formade efter saker som är förknippade med tur. Den amerikanska livsmedelsproducenten General Mills tillverkar flingorna sedan 1964, när Lucky Charms lanserades. Flingorna säljs främst i Kanada och USA.
I USA var Lucky Charms det sjätte mest sålda varumärket för flingor för år 2018 med 86,4 miljoner sålda förpackningar för totalt 283,4 miljoner amerikanska dollar. Det är framförallt marshmallowflingorna som har blivit så pass populära att General Mills fick ge med sig och släppte dessa som godis i större format och i enskilda förpackningar, via ett samarbete med branschkollegan Kraft Heinz. Det skedde år 2019.